# Gustav Sichelschmidt
Gustav Sichelschmidt (* 31. Januar 1913 in Remscheid; † 9. Dezember 1996 in Bad Iburg) war ein deutscher Historiker, Schriftsteller und Rechtsextremist. Der Verfassungsschutz des Landes Schleswig-Holstein stuft seine Werke als NS-verherrlichend und revisionistisch ein.
Sichelschmidt studierte Germanistik, Geschichte und Kunstgeschichte und promovierte im Oktober 1938 in Köln zum Thema Das Bergische Land unter dem General-Gouvernement Berg. Nach einer bibliothekarischen Ausbildung zog er nach Berlin, wo er von Mai 1939 bis Mai 1945 die Volksbüchereien in Berlin-Reinickendorf leitete. Nach seinem Wehrdienst im Zweiten Weltkrieg und anschließender Kriegsgefangenschaft setzte er diese Arbeit fort, unter anderem von 1952 bis 1978 an der Amerika-Gedenkbibliothek, zeitweilig als Leiter der Berlin-Abteilung.
Sichelschmidt verfasste Berlin-Anthologien, Sachbücher und Biographien sowie zahlreiche zeit- und gesellschaftskritische Bücher. Viele seiner Werke erschienen in Dietmar Muniers rechtsextrem geprägtem Arndt-Verlag und werden dort bis heute aufgelegt. Sichelschmidt schrieb zeitweise für die National-Zeitung und war Mitglied des Redaktionskollegiums der rechtsextrem-antisemitischen Zeitschrift Deutsche Monatshefte und der rechtsextremen Zeitschrift Nation. Das politische Magazin für Deutschland. Laut Hans Sarkowicz versorgte er die „Frey-Gazetten mit tümelnden Dichterportraits“ und sei „ein erklärter Feind der bundesdeutschen Nachkriegsliteratur“. Sichelschmidts Fotobuch über die „Reichshauptstadt“ um die Wende zum 20. Jahrhundert rezensierte Manfred Sack 1977 als „liederliche Holzstichsammlung“ und „vordergründige sentimentale Erinnerung“: „So viel Koketterie mit dem heute scheinbar so Komischen darf man sich eigentlich nicht mehr leisten“.
In rechtskonservativen bis rechtsextremen Medien wird er als „nationaler Publizist“ oder „nationaler Autor“ gelobt, die rechtsextreme NPD bezeichnet Sichelschmidt als „unvergessen“ und „wahrhaften Volksaufklärer“. Außerhalb dieses Spektrums wird er als „neo-faschistischer Journalist“ und „namhafter Rechtsextremist“ eingeordnet. 1963 erhielt Sichelschmidt von der rechtsextremen Kulturvereinigung Gesellschaft für Freie Publizistik die Ulrich-von-Hutten-Medaille.

## Schriften (Auswahl)
- Liebe, Mord und Abenteuer. Eine Geschichte der deutschen Unterhaltungsliteratur. Haude & Spener, Berlin, 1969.
- So schrieb Berlin. Eine Geschichte der Berliner Literatur. Haude & Spener, Berlin 1971, ISBN 3-7759-0137-X.
- Wie im alten Rom. Dekadenzerscheinungen damals und heute (= Im Mittelpunkt der Diskussion. Band 16). Blick + Bild, Velbert/Kettwig 1972, ISBN 3-87083-038-7.
- Verrat der Menschenwürde. Ein Appell in 12. Stunde (= Im Mittelpunkt der Diskussion. Band 20). Blick + Bild, Velbert/Kettwig 1972, ISBN 3-87083-041-7.
- Die Wüste wächst. Die Zerstörung der inneren Welt. Lebenskunde, Düsseldorf 1979, ISBN 3-921179-12-2.
- Nach uns die Sintflut? Eine Einweisung in die Kunst des Überlebens. Lebenskunde, Düsseldorf 1981, ISBN 3-921179-17-3.
- Adalbert Stifter. Leben und Werk. Hohenstaufen, München-Bodman 1988, ISBN 3-8056-4001-3.
- Verschwiegen und vergessen. Nationale deutsche Autoren im 20. Jahrhundert. Verlagsgesellschaft Berg, Berg am Starnberger See 1997, ISBN 3-86118-067-7.
- Der ewige Deutschenhass. Hintermänner und Nutzniesser des Antigermanismus. Arndt, Kiel 1992, ISBN 3-88741-157-9.
- Ein Volk im Wahn. Wer will die Deutschen krank? Arndt, Kiel 1998, ISBN 3-88741-194-3.
- Vor Preußen wird gewarnt. Lesebuch zur preußischen Geschichte. Arndt, Kiel 2001, ISBN 3-88741-186-2.
- Deutschland verblödet. Wem nutzt der dumme Deutsche? Arndt, Kiel 2002, 3., überarb. Aufl., ISBN 3-88741-172-2.
- Im Zug nach Nirgendwo. Deutschland im freien Fall. Arndt, Kiel 2003, ISBN 3-88741-060-2.
- Leuchtendes Leben. Lebensbilder berühmter Frauen. VGB, Inning am Ammersee 2003, ISBN 3-86118-102-9.
- Dennoch die Schwerter halten. Taten und Werke deutscher Patrioten. VGB, Inning am Ammersee 2004, ISBN 3-86118-105-3.